# Delfí Dalmau i Gener
Delfí Dalmau i Gener (Figueres, l'Alt Empordà, 1891 - Barcelona, 1965) fou un pedagog i lingüista català.
Als disset anys era professor de l'escola d'idiomes Berlitz de Barcelona, més tard al col·legi Mont d'Or de Vallparadís de Terrassa. De 1914 a 1917 farà classes de gramàtica espanyola i francesa a Bahia Blanca. El 1918 fundà el primer Liceu Dalmau d'ensenyament mitjà i tècnic, que el 1940 transforma en Institut Belpost d'ensenyament per correspondència. Col·laborà en diverses publicacions periòdiques i dirigí la revista Clarisme. Poliglot, fou un actiu esperantista, reconegut internacionalment, i va arribar a redactar la revista Kataluna Esperantisto i a presidir la Federació Esperantista Catalana, de la qual fou un dels màxims ideòlegs, juntament amb Frederic Pujulà i Vallès. Va mantenir una àmplia xarxa d'amistats de diverses tendències polítiques. El setembre de 1938 va ser nomenat conseller del Consejo Superior de Cultura de la República, vinculat amb el Ministeri d'Instrucció Pública i Sanitat de l'anarquista Segundo Blanco.
A nivell professional, destacà també en estenografia i ensenyament d'idiomes. Publicà els primers dos discs per a l'ensenyament del català amb les veus de Pompeu Fabra, Mercè Rodoreda i ell mateix, novel·les psicològiques i els assajos presociolingüístics: "Poliglotisme passiu" (1936) i "Aclariments lingüístics" (1962), el darrer dels quals compta amb un pròleg de Ferran Canyameres.
Els estudis que Delfí Dalmau engloba sota el rètol de pedagogia lingüística s'ocupen de qüestions relacionades amb la interlingüística, la proposta esperantista, la pedagogia, la sociolingüística i la filosofia del llenguatge. Dalmau sempre estigué a l'avantguarda de la cultura i va saber fer confluir universalisme -la necessitat d'una llengua internacional auxiliar- i catalanisme integral, sense fissures regionalistes ni submissions ni renunciaments (com acostumava a dir) de cap mena.
La proposta de poliglotisme passiu consisteix a conrear i usar activament la llengua pròpia, la llengua vernacla de cada lloc, i conèixer amb màxima correcció però només passivament el major nombre possible d'altres llengües, com a etapa intermèdia entre una situació d'imperialisme lingüístic a nivell espanyol i planetari que caldria superar, i l'horitzó igualitarista que l'assumpció de l'esperanto anuncia.
Al morir, Delfí Dalmau va llegar el seu arxiu personal a la Biblioteca-Arxiu Petro Nuez de l'Associació Catalana d'Esperanto, a Sabadell.

## Obra escrita

### En català
- Seny i atzar. Llibreria Catalònia, Barcelona, 1932.
- Una altra mena d'amor. Edicions Clarisme, Barcelona, 1933.
- Polèmica. Edicions Clarisme, Barcelona, 1934.
- Sinceritat. Imp. Flotats, Terrassa, 1938.
- Poliglotisme passiu. Publicacions de "La Revista", Barcelona, 1936.
- Aclariments lingüístics. Rafael Dalmau, Editor, Barcelona, 1962.

### En esperanto
- Ilustrita lernolibro de Esperanto. 1938.
- Stenologio kaj stenografio. Barcelona, 1955.
- Dialekto, dialektiko. Editorial Belpost, Barcelona, 1956.
- Esperanta resumo de la stenologio kaj stenografio. Editorial E. Moreno Medrano, Barcelona, 1961.